# خوان بونس إنريل
خوان بونس إنريل (بالإنجليزية: Juan Ponce Enrile) (و. 1924 – م) هو سياسي، ومحاماة، ومحام من الفلبين .

## التعليم
تعلم في كلية هارفارد للحقوق.

## روابط خارجية
- خوان بونس إنريل على موقع IMDb (الإنجليزية)
- خوان بونس إنريل على موقع مونزينجر (الألمانية)
- خوان بونس إنريل على موقع كينوبويسك (الروسية)